# 炭疽病
炭疽病是由炭疽桿菌感染造成的疾病，感染途徑包括皮膚接觸、呼吸道、消化道以及注射等四種，通常在感染一天至兩個月後開始出現症狀，經由皮膚接觸的感染起初會出現小水泡，周圍腫脹成疽，随后常轉變為無痛的皮膚病，患部中央坏死，色似焦炭，故而得名。經由呼吸道感染的症狀為發燒、胸痛、呼吸困難；經由消化道感染則會出現噁心、嘔吐、腹瀉或腹痛等症狀；經由注射感染會造成發燒及藥物注射部位的膿瘍。發生案例中，皮膚感染佔95%以上。若未治療，皮膚炭疽死亡率是24%；而腸道感染在有治療的情况下，死亡風險仍為25%至75%；而呼吸道感染的死亡率為50%至80%。
炭疽病藉由接觸炭疽杆菌的孢子傳染，而孢子最常出現於動物製品上。傳播途徑包含吸入、進食，或皮膚傷口等等。本病鮮少直接人傳人，風險因子包括動物製品製造者、旅客、郵務員或軍事人員。診斷方式包含偵測血中抗體或毒素，也可從患部採樣進行細菌培養輔助診斷。
建議高風險者接種炭疽病疫苗，先前曾出現炭疽病案例的地區也建議可為動物施打疫苗。若在暴露於風險環境後施打兩個月的抗生素，例如多西環素或環丙沙星，也可避免感染。若已經感染，則可以抗生素或抗毒素治療，所採用的抗生素種類與數量依感染的種類而定，而大範圍感染的患者建議採用抗毒素。
人類的炭疽病最常見於非洲和中南亞。它也在南歐頻繁發生，但在北歐和北美不常見。全球每年至少發生2,000例，美國每年約有兩例。直到20世紀，每年有數十萬人和動物被炭疽病原感染而死亡。炭疽病原体已被許多國家開發為生物武器。當放牧時，草食動物食用或呼吸吸入孢子時會受感染。肉食動物可能因獵食已感染動物而感染。

## 概述
炭疽病罕見於人類，偶發於牛隻、綿羊、山羊、駱駝和羚羊等反芻動物，由存在於土壤中的炭疽桿菌造成，較易發生在沒有公共獸醫計畫的發展中國家，相對來說，北美、西歐、北歐、澳大利亞僅發生過零星案例，目前已分離出至少89株炭疽桿菌，最為人所知的品系乃是2001年美國炭疽攻擊事件中的Ames株，這一型炭疽又稱為肺炭疽。而1935年從英國牛隻分離出的Vollum株也可用作生物戰劑，曾是1960年代英美兩國生物戰劑計畫的研究對象，至於毒性較弱的Sterne株，則可作為疫苗使用。
2006年7月，英國藝術家Christopher "Pascal" Norris因接觸未經處理之動物皮革，成為該國30年來首位死於炭疽的病人。

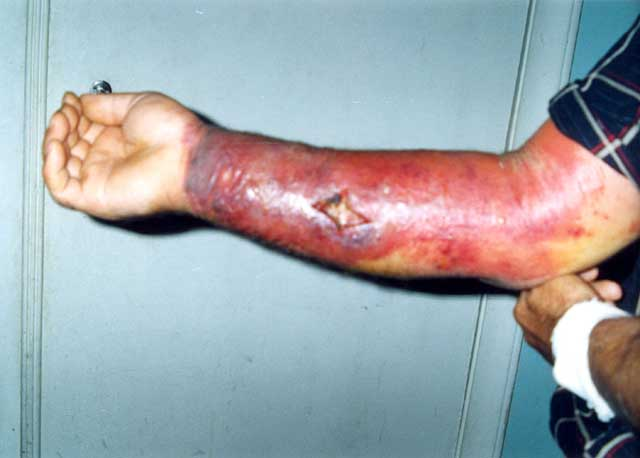
快速惡化的炭疽皮膚病變

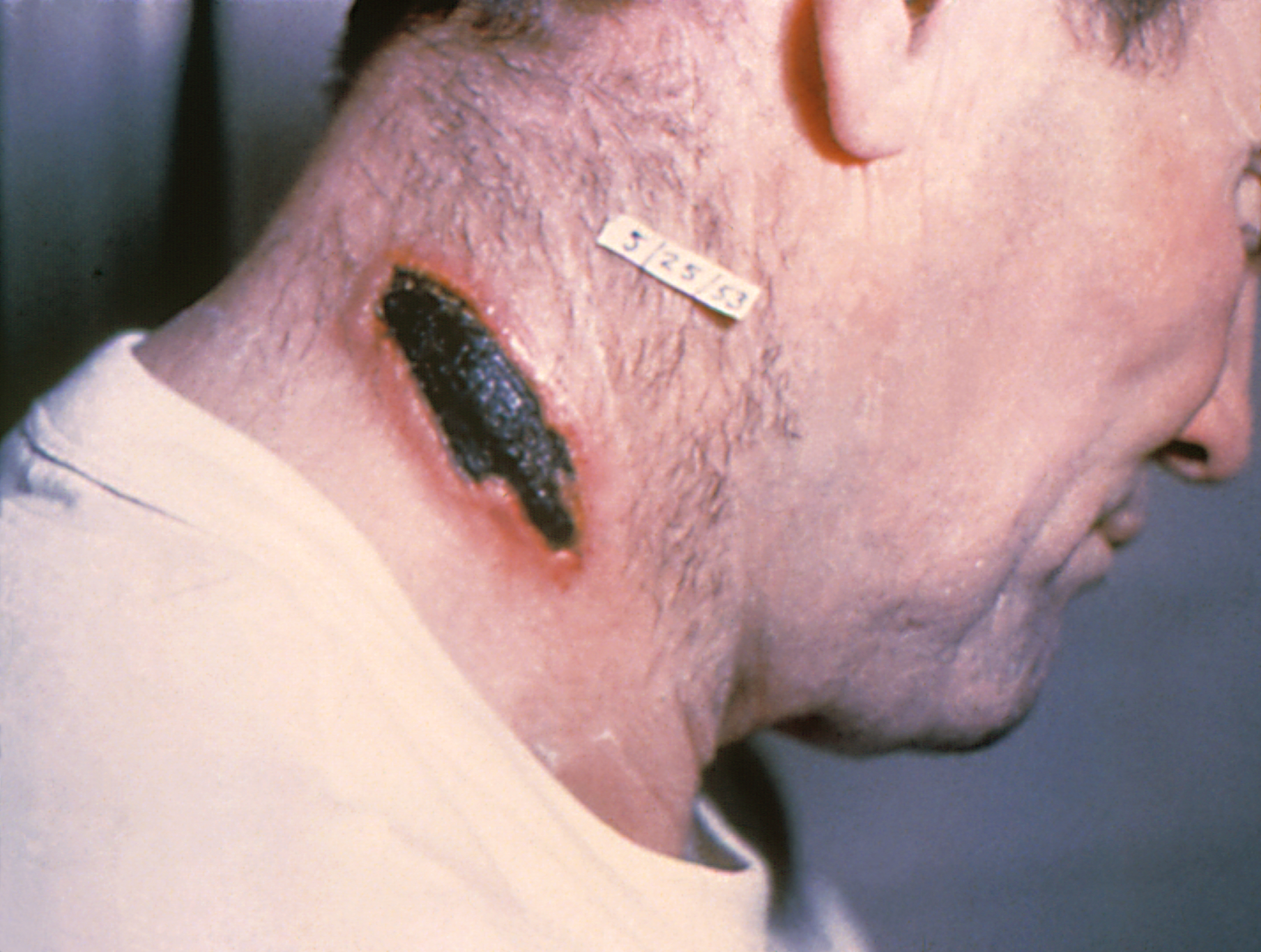
頸部皮膚炭疽病變

## 感染途徑
炭疽可透過消化道、呼吸道、皮膚接觸等途徑進入人體，但人傳人則較為罕見。

### 肺（呼吸）炭疽病
感染初期的表現為類似普通感冒或流行性感冒的症狀數天，隨後乃是嚴重、甚至致命的呼吸衰竭，若接觸病源後，在症狀產生前不立即處理，死亡率逾85%，而吸入的炭疽致死劑量介乎1萬至2萬顆炭疽桿菌之芽孢。不過，及時的治療能降低病死率至45%。這種形式的炭疽病因歷史因素，以及炭疽桿菌在自然界中的分布狀況，過去首先在接觸大量牲畜排泄物或皮革相關製品的牧場工人、以及與土壤接觸頻繁者中發病，因此又稱為羊毛工病或拾破爛者病。其他暴露的可能因素，還包括動物角、毛、皮的加工等。

### 腸胃炭疽病
腸胃道受感染將伴隨諸如嘔血、嚴重腹瀉、急性腸炎、食慾不振等症狀。

### 皮膚炭疽病
皮膚炭疽感染1至2週內即發病，初期為滋擾、發癢的皮膚損傷或黑點狀的水泡，狀似麵包久放後出現的黑色黴菌，接著形成大而無痛的壞死性潰瘍，不同於一般瘀青或大多數其他皮膚損傷，皮膚炭疽並不造成任何疼痛感，不加以治療有20%的致死率，雖較其他形式之炭疽病低，但在醫學統計上仍是非常高的數據，但治療後幾乎不會有危險。

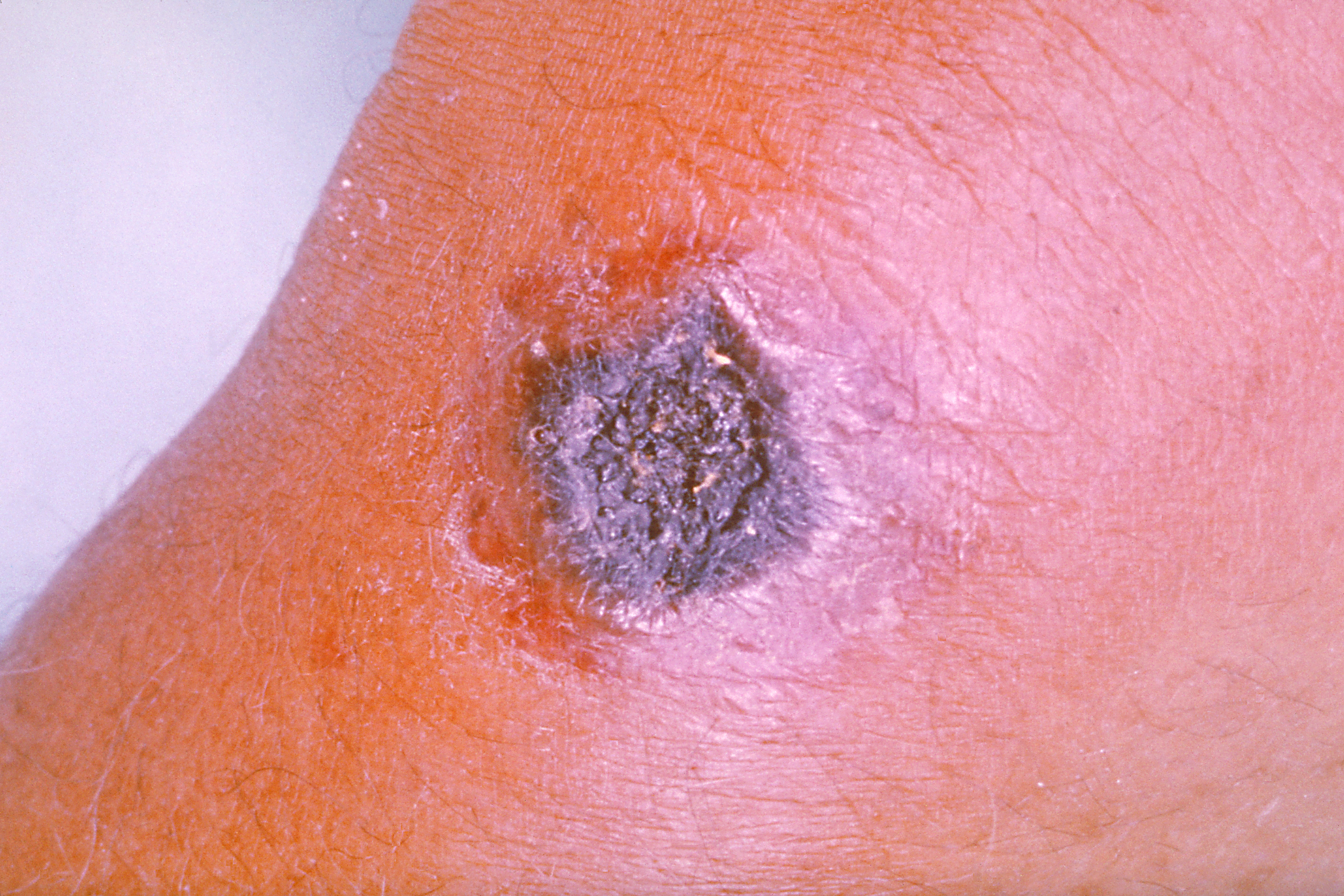
皮膚炭疽病焦黑似炭的模樣

## 治療
炭疽感染和其他細菌性感染的治療包括高劑量靜脈注射和口服抗生素，例如青黴素、環丙沙星、四環黴素、紅黴素、和萬古黴素，以肺炭疽為例，卻唯有在暴露於病原體後一天之內施用抗生素，才能有顯著效果，而以抗生素預防法防止病人死亡對肺炭疽而言則是極為關鍵的程序，否則以其快速的病理進展，將難以避免病人死亡，而目前已發現具抗藥性的菌株。
目前已經開發了許多炭疽疫苗，用於家畜和人類的預防。炭疽吸附疫苗（AVA）可以保護以免經皮膚或吸入炭疽菌而得病。然而，該疫苗僅用於對暴露於炭疽菌前有風險的成年人，而在暴露後並未被批准使用。炭疽桿菌感染可以用β-內醯胺抗生素例如青黴素，以及對革蘭氏陽性菌具有活性的其它抗生素治療。耐青黴素的炭疽芽孢桿菌可以用氟喹諾酮治療例如環丙沙星或四環素抗生素如多西環素。
炭疽吸附疫苗起源於50年代所做的研究，並於1970年首次被許可用於人類。在美國，疫苗的主要購買者是國防部和衛生與人類服務部。為應對未來可能的炭疽恐怖攻擊中需要大規模接種疫苗，美國應急藥品國家戰略儲備（SNS）已經購買了6000萬劑疫苗以備緊急。
平時以抗生素治療炭疽菌感染時並沒有太大問題，但由炭疽病菌製成的噴霧狀製劑，其無色無嗅可傳播數公里遠，可引起大量感染吸入性炭疽病，而打開郵寄的內含炭疽菌的白色粉末包裹，亦可立即感染吸入性炭疽病與皮膚炭疽病。在恐怖攻擊湧入大量傷患時，醫師與看護人員以及藥品與醫療設備常處於短缺不足情況，若沒準備會造成大量患者死亡。

## 預防

### 疫苗注射
1881年5月，法國人路易·巴斯德進行一項公開的實驗，為了宣揚疫苗的概念，他準備兩組各25隻綿羊，其中一組都注射自製抗炭疽疫苗兩次，兩次間隔15天，另一組綿羊則無注射疫苗。注射組綿羊群再第一次接受注射之後30天，兩組綿羊都施打活體炭疽桿菌，有注射疫苗之綿羊全部存活，而未曾施打疫苗的綿羊無一倖免於死。證明此項疫苗效果後，巴斯德繼而應用在狂犬病疫苗的研發，日後更發展出水痘、霍亂、豬丹毒等疫苗。唯需注意的是，路易·巴斯德乃是第一名發展出針對炭疽病的疫苗，而並非第一位發明疫苗的學者。
美國食品藥品監督管理局目前認可的疫苗，來自無毒性的菌株，由Emergent BioSolutions企業群下的BioPort子公司研發，商品名稱為BioThrax，但慣用俗稱為炭疽吸附疫苗（Anthrax Vaccine Adsorbed，AVA）第一次注射後起算，第二、第四週及第六、十二、十八個月，共需注射六劑疫苗，往後每年仍須追加注射，以維持對炭疽桿菌的免疫力。

### 阻擋病原體
空氣懸浮之芽孢可用HEPA濾器過濾，或是P100濾器阻絕，此外，全罩式面罩加上適當過濾功能，也能避免吸入炭疽病原，而皮膚若無傷口，受到污染時僅需以清水和清潔劑洗去。

### 監測器
在通過郵件引發恐慌的2001年美國炭疽攻擊事件的促进下，美國郵政服務（USPS）建立起一套生物監測系統，並且聯合消防、警察、醫療和公共衛生等機構，架構出完整的防範措施。

## 生物戰爭
要培養出可用的炭疽芽孢僅需少量的簡單器材，以及大學一年級學生的微生物學知識即可，但要製作成粒子狀懸浮顆粒，需要更精密的訓練和進階的儀器。膨潤土是少數幾種可以減少芽孢顆粒之間靜電力吸引的物質，因此也會使其更易於懸浮飄散。炭疽致死率高，因此炭疽芽孢曾多次被用作生物戰爭的武器，最早可追溯至第二次世界大戰。日本運用130公斤的炭疽桿菌，在中國通過731部隊進行人體試驗。
1942年，英國和美國曾以實驗的名義，在英國蘇格蘭地區的格鲁伊纳岛使用炭疽研發生物武器，造成4公頃土地之污染。因納粹德國對英帝國陸地入侵計劃「海獅作戰」從未付諸實施，1945年終戰後，邱吉爾將500萬炭疽牛蛋糕送至「波登當」 (Porton Down)與蓖麻素炸彈一同銷毀，針對德國的「素食作戰」最終亦未付諸實施。
1978年，羅德西亞政府曾在与黑人國家主義者交战時使用炭疽在牛和人身上。
1979年，前蘇聯的某軍事研究中心自實驗室外洩至附近數公里內的斯维尔德洛夫斯克發生肺炭疽流行，造成68人死亡，是史上最大一次人群中的炭疽流行，由於該次事件死者全為男性，引發西方國家猜測蘇聯政權已研發出指定性别的武器，而蘇聯政府則公開指責事件起因为食用了不干净的肉品，並下令射殺所有流浪狗，同时设立了一項專為18至55歲居民的自願撤離计划
。蘇維埃醫療、法律期刊則刊載成一次誤食肉類所致之人類腸胃炭疽以及誤觸病畜造成人類皮膚炭疽的事件，所有相關醫療和公共衛生紀錄都由蘇聯國家安全委員會沒收。1986年，美國政府獲准介入調查，發現此次事件起因可能來自于軍事武器工廠的吸入性炭疽。1992年，俄羅斯總統叶利钦聲稱他「萬分確定」蘇聯於違反1972年生物武器公約一事屬實，終於將相關內容提交至聯合國，但實際上僅公佈了軍事工廠資料，無任何与生物武器相关的内容。
1990年，伊拉克於波斯灣戰爭威脅使用此項細菌武器，並将其添加到在炸彈、飛彈等武器中。
1993年，日本國內奥姆真理教人士，亦曾利用炭疽製造龜戶異臭事件，雖未成功，卻引發全日本的恐慌。事實上有十餘個國家軍事工廠都擁有這種病菌，伴随着分子生物學的進步，此項生物武器已经得到改良的戰爭效果，前蘇聯甚至製造出多重抗藥性的菌種，以及毒性更強大的變異品系。
2001年，生物恐怖主義者曾通过郵件寄送高品質的炭疽芽孢粉末到美國，製造了2001年美國炭疽攻擊事件。這些事件還在后续诱发了多起類似的惡作劇，後續有高中生進行科學试验，發現加熱至400 °F（204 °C）以上，5分鐘以上即可破壞普通信封中的炭疽芽孢。

## 外部連結
- （英文） 美國疾病控制與預防中心資料——炭疽病
- （英文） 生化戰劑 （页面存档备份，存于）
- （英文） 皮膚炭疽病與診斷 （页面存档备份，存于）
- （英文） 炭疽病偵測儀器 （页面存档备份，存于）
- （法文） 如果我們勢必遇上炭疽病……，出自法國醫學期刊 Le Généraliste n°2146, 19 octobre 2001
- （法文） 炭疽病 （页面存档备份，存于）